# Данило Грегорић
Данило Грегорић (22. новембар 1900 — 14. јануар 1957) био је доктор правних наука, новинар и политичар, директор листа Време, дипломата Краљевине Југославије и сарадник окупатора у Другом светском рату.

## Биографија
Рођен је 22. новембра 1909. године. Његов отац др Цветко Грегорић био је пореклом Словенац, а у Београд се доселио одмах после Првог светског рата. Био је послован човек и секретар Индустријске корпорације.
Данило се школовао у Београду, где је завршио гимназију, а потом и Правни факултет. Докторирао је 20. маја 1936, а његова докторска дисертација је гласила Економска и социјална политика националног социјализма и њене доктринарне основе.
Још као младић, интензивно се бавио политичким питањима, а своју политичку каријеру, започео је у профашистичком Југословенском народном покрету Збор Димитрија Љотића. Јула 1936. био је постављен за председника Врховног одбора омладине Збора (позната као Бели орлови), а био је и члан Врховног одбора покрета Збор. Налазио се и на челу Одељења за пропаганду Збора. Био је у групи истакнутих партијских функционера, који су критиковали Љотића, због слабе подршке Збора у народу, што се видело и на изборима за Народну скупштину, маја 1935. године. Децембра 1937. нашао се у групи „недисциплинованих” чланова који су искључени из руководства странке, а заједно са секретаром странке Велибором Јонићем био је стављен под Врховни суд покрета.
Даљу политички каријеру наставио је у Југословенској радикалној заједници (Јереза) Милана Стојадиновића, који је био председник Владе Краљевине Југославије. У то време Грегорић је радио као новинар у владиној прес-канцеларији . Након смене Стојадиновића, 1939 наставио је да обавља дужност и у време нове Владе Драгише Цветковића. Био је велики поштовалац Адолфа Хитлера, а посебну пажњу посветио је питању економске политике националсоцијализма. Хитлерове економске мере схватао је као делотворне кораке регенерације које воде у корист нације, а већ на почетку своје јавне каријере доживљаван је као присталица „новог поретка”.
Након што је своју политику кренуо у правцу зближавања са Немачком, Драгиша Цветковић га је узео за једног од својих непосредних изасланика за Нацистичку Немачку. Како је перфектно говорио немачки, више пута је посредовао између Цветковића и Рибентропа, оптирајући за приступање Југославије Тројном пакту. Због своје дипломатске активности, чето је долазио у сукоб са министром спољних послова Александром Цинцар Марковићем, који није трпео никакве посреднике између њега и Немаца. Ипак, као један од заслужних, присуствовао је 25. марта 1941. у Бечу потписивању Тројног пакта. Том приликом је лично упознао Адолфа Хитлера.
Био је главни и одговорни уредник, а потом и директно провладиног листа Време, у коме је активно подржавао пронемачку политику. Грегорићев ентузијазам за Хитлера растао је сразмерно немачким територијалним добицима на почетку Другог светског рата. Био је близак сарадник Виктора фон Херена, изасланика Трећег рајха у Југославији.
У ноћи 26/27. марта 1941. официри Југословенске војске су извршили војни пуч, у коме су оборили Владу Цветковић-Мачек, збацили кнеза-намесника Павла Карађорђевића и на престо довели принца Петра II Карађорђевића. Исте ноћи ухапшена је већа група пронемачких политичара, који су се залагали за приступање Тројном пакту. Обавештен да се у граду нешто чудно дешава, исте ноћи је из Београда кренуо за Земун, али је био ухапшен на мосту. У притвору је остао све до немачке окупације, априла 1941. када је пуштен на слободу.
Иако је желео да настави са политичким деловањем, због лоше подршке у јавности био је незанимљив и немачком окупационом апарату и Влади Милана Недића, па је наставио да се бави новинарским послом. Године 1942. објавио је књигу Самоубиство Југославије — последњи чин Југославије у којој је говорио о погрешном курсу политике Краљевине Југославије, а према њему — Пропаст Југославије је школски пример последица погрешно вођене политике. И сама завера од 27. марта је исто тако школски пример сарадње свију сила европске деструкције и несавесног жртвовања малога народа за интересе великих. Ова књига преведена је на словеначки, немачки и чешки и била је веома популарна међу квислиншким апаратом окупираних европских земаља.
Средином 1942, заједно са супругом и двоје деце, напустио је Београд и отишао у Трећи рајх. На крају Другог светског рата и пропасти Трећег рајха, неуспешно је покушао да побегне у Шведску, али је остао у Баварској. Крајем 1945. савезничке окупационе власти су Грегорићево име додале на листу опасних присталица националсоцијализма, највероватније на основу британских докумената из периода пре избијања рата у Југославији. Ухапшен је и предат властима Нове Југославије.
Суђен је заједно са краљевским намесницима Раденком Станковићем и Ивом Перовићем и министром двора Миланом Антићем. Одлуком суда 16. августа 1949. осуђен је на 18 година затвора са принудним радом и конфискацијом имовине, а казна му је касније смањена за пет година. Остали оптужени у процесу су добили — Станковић 12, Перовић 11 и Антић 15 година затвора, са принудним радом. У затвору у Сремској Митровици посветио се писању и написао опширан текст о деловању немачке тајне службе у Југославији. Крајем 1956. изненада се разболео и умро 14. јануара 1957. године.
Објавио је три књиге:
- Економска и социјална политика националног социјализма и њене доктринарне основе, Београд, 1936.
- Италијански корпоративизам — Историја, доктрина и пракса, Београд, 1940.
- Самоубиство Југославије — Последњи чин Југославије, Београд, 1942.

Његов лик се 1979. појавио у тв серији Слом, а тумачио га је глумац Воја Мирић.